# Валхала (Њујорк)
Валхала (енгл. Valhalla) насељено је место без административног статуса у америчкој савезној држави Њујорк.

## Демографија
По попису из 2010. године број становника је 3.162, што је 2.217 (-41,2%) становника мање него 2000. године.
| Група             | 2000.         | 2010.         |
| Белци             | 4.996 (92,9%) | 2.523 (79,8%) |
| Афроамериканци    | 41 (0,8%)     | 42 (1,3%)     |
| Азијати           | 114 (2,1%)    | 199 (6,3%)    |
| Хиспаноамериканци | 181 (3,4%)    | 319 (10,1%)   |
| Укупно            | 5.379         | 3.162         |